# Fulgence Aloysius Tigga
Fulgence Aloysius Tigga (ur. 3 marca 1965 w Katkahi) – indyjski duchowny katolicki, biskup Raiganj od 2018.

## Życiorys

### Prezbiterat
Święcenia kapłańskie otrzymał 3 marca 1997 i został początkowo inkardynowany do diecezji Muzaffarpur, zaś rok później został włączony do duchowieństwa nowo powstałej diecezji Bettiah. Pracował głównie jako duszpasterz parafialny, był także m.in. dyrektorem katolickiej szkoły w Chuchari oraz rektorem niższego seminarium w Dussaiya. W 2017 mianowany wikariuszem generalnym diecezji.

### Episkopat
8 czerwca 2018 papież Franciszek mianował go biskupem diecezji Raiganj. Sakry udzielił mu 28 sierpnia 2018 metropolita Kalkuty – arcybiskup Thomas D’Souza.